# Партия на европейската левица
Партията на европейската левица (на английски: Party of the European Left; на немски: Partei der Europäischen Linken; на френски: Parti de la Gauche Européenne; на италиански: Partito della Sinistra Europea; на испански: Partido de la Izquierda Europea) e европейска политическа партия. Обединява еврокомунистически, леви зелени и социалистически партии на държави-членки и кандидатки за присъединяване към Европейския съюз. В Европейския парламент представителите на партията работят като част от Европейската обединена левица – Северна зелена левица. Председател е генералният секретарят на ФКП Пиер Лоран.

## Членове
Включва 34 партии и организации (23 пълноправни и 11 асоциирани членове):
- Австрия: Комунистическа партия на Австрия
- Белгия: Социалистическа партия (френскоезична Белгия)
- Белгия: Социалистическа партия - различни
- Беларус: Беларуска партия на левицата „Справедлив свят“
- България: Българската левица
- Чехия: Партия на демократичния социализъм
- Дания: Единна листа - червено-зелените
- Естония: Обединена лява партия на Естония
- Финландия: Комунистическа партия на Финландия
- Финландия: Ляв съюз
- Франция: Френска комунистическа партия
- Франция: Лява партия
- Франция: Унитарно ляво
- Германия: Левица
- Гърция: Синаспизмос → СИРИЗА
- Унгария: Унгарска работническа партия-2006
- Италия: Партия на комунистическото преустройство
- Люксембург: Левица
- Португалия: Ляв блок
- Молдова: Партия на комунистите в Република Молдова
- Румъния: Румънска комунистическа партия (2010)
- Сан Марино: Комунистическо преустройство на Сан Марино
- Испания: Обединена левица
- Испания: Комунистическа партия на Испания
- Испания: Обединено алтернативно ляво на Каталония
- Швейцария: Швейцарска партия на труда
- Турция: Партия на свобода и солидарност

Също така като част от ПЕЛ действат партии-наблюдатели, включително:
- Кипър: Прогресивна партия на трудовия народ
- Чехия: Комунистическа партия на Бохемия и Моравия
- Германия: Германска комунистическа партия
- Гърция: Обновена комунистическа екологическа лява
- Италия: Италианска комунистическа партия, Друга Европа с Ципрас
- Полша: Младите социалисти
- Словакия: Комунистическа партия на Словакия

1. ↑  List of members as per Article 32(2) of Regulation 1141/2014 (English) //   Посетен на 26 януари 2025 г.